# غرقة القليس (صنعاء القديمة)

تعديل مصدري - تعديل

حارة غرقة القليس هي إحدى حارات مدينة صنعاء القديمة، بلغ تعداد سكانها 1536 نسمة حسب تعداد اليمن لعام 2004.